# True Value 500 1997
True Value 500 1997 var ett race som var den sjätte deltävlingen i Indy Racing League 1996/1997. Racet kördes den 7 juni på Texas Motor Speedway, och var det första formelbilsracet någonsin som kördes under elljus. Arie Luyendyk blev den förste föraren att ta två raka IRL-segrar, genom att upprepa sin framgång från Indianapolis 500. Billy Boat överraskade med en andraplats, medan mästerskapsledande Davey Hamilton blev trea.

## Slutresultat
| Plats | Förare              | Team                   | Grid |
| ----- | ------------------- | ---------------------- | ---- |
| 1     | Billy Boat          | A. J. Foyt Enterprises | 21   |
| 2     | Arie Luyendyk       | Treadway Racing        | 11   |
| 3     | Davey Hamilton      | A.J. Foyt Enterprises  | 9    |
| 4     | Scott Goodyear      | Treadway Racing        | 4    |
| 5     | Tony Stewart        | Team Menard            | 1    |
| 6     | Eddie Cheever       | Cheever Racing         | 7    |
| 7     | Eliseo Salazar      | Team Scandia           | 22   |
| 8     | Greg Ray            | Knapp Motorsports      | 6    |
| 9     | Vincenzo Sospiri    | Team Scandia           | 17   |
| 10    | Johnny Unser        | Byrd-Cunningham Racing | 23   |
| 11    | Mark Dismore        | PDM Racing             | 14   |
| 12    | Alessandro Zampedri | Team Scandia           | 26   |
| 13    | Roberto Guerrero    | Pagan Racing           | 15   |
| 14    | Tyce Carlson        | PDM Racing             | 25   |
| 15    | Robbie Groff        | McCormack Motorsports  | 13   |
| 16    | Robbie Buhl         | Team Menard            | 2    |
| 17    | Buddy Lazier        | Hemelgarn Racing       | 4    |
| 18    | Kenny Bräck         | Galles Racing          | 3    |
| 19    | Buzz Calkins        | Bradley Motorsports    | 10   |
| 20    | Affonso Giaffone    | Chitwood Motorsports   | 16   |
| 21    | Jim Guthrie         | Blueprint Racing       | 8    |
| 22    | Allen May           | Blueprint Racing       | 18   |
| 23    | Sam Schmidt         | Blueprint Racing       | 16   |
| 24    | Jack Miller         | Arizona Motorsports    | 19   |
| 25    | Fermín Vélez        | Team Scandia           | 24   |
| 26    | Marco Greco         | Team Scandia           | 12   |